# Cheilanthes
Cheilanthes is een geslacht van ongeveer 200 soorten varens uit de lintvarenfamilie (Pteridaceae).
Cheilanthes-soorten zijn wereldwijd verspreid, voornamelijk in de Nieuwe Wereld. Het zijn vooral lithofyten uit warme, droge en rotsige biotopen. Enkele soorten komen ook voor in het zuiden van Europa.

## Naamgeving enetymologie
- Synoniemen: Allosorus Farwell (1911), Allosurus Endlicher (1836) & auctt., Cheilanthastrum Fée (1850-52), Cheilosoria Trevisan (1877), Choristosoria Kuhn (1879), Eriochosma J. Smith (1841), Gymnia Hamilton ms. ex Don (1825), Hypolepidopsis Hieronymus (1920), Myriopteris Fée (1852), Neurosoria Mett. ex Kuhn (1869),  Oeosporangium Visiani (1867),  Othonoloma Link (1833), Parallosorus Keyserling (1873), Physapteris Presl (1836), Pomatophytum Jones (1930), Sinopteris C. Chr. & Ching (1933), Aleuritopteris Fée (1852), Leptolepidium Hsing & S.K. Wu (1979)
- Engels: Lip ferns

De botanische naam Cheilanthes is afgeleid van het Oudgriekse χεῖλος (cheilos), "lip" of "rand" en ἄνθος (anthos), "bloem", naar de sporenhoopjes die op de rand van het blad gelegen zijn.

## Kenmerken

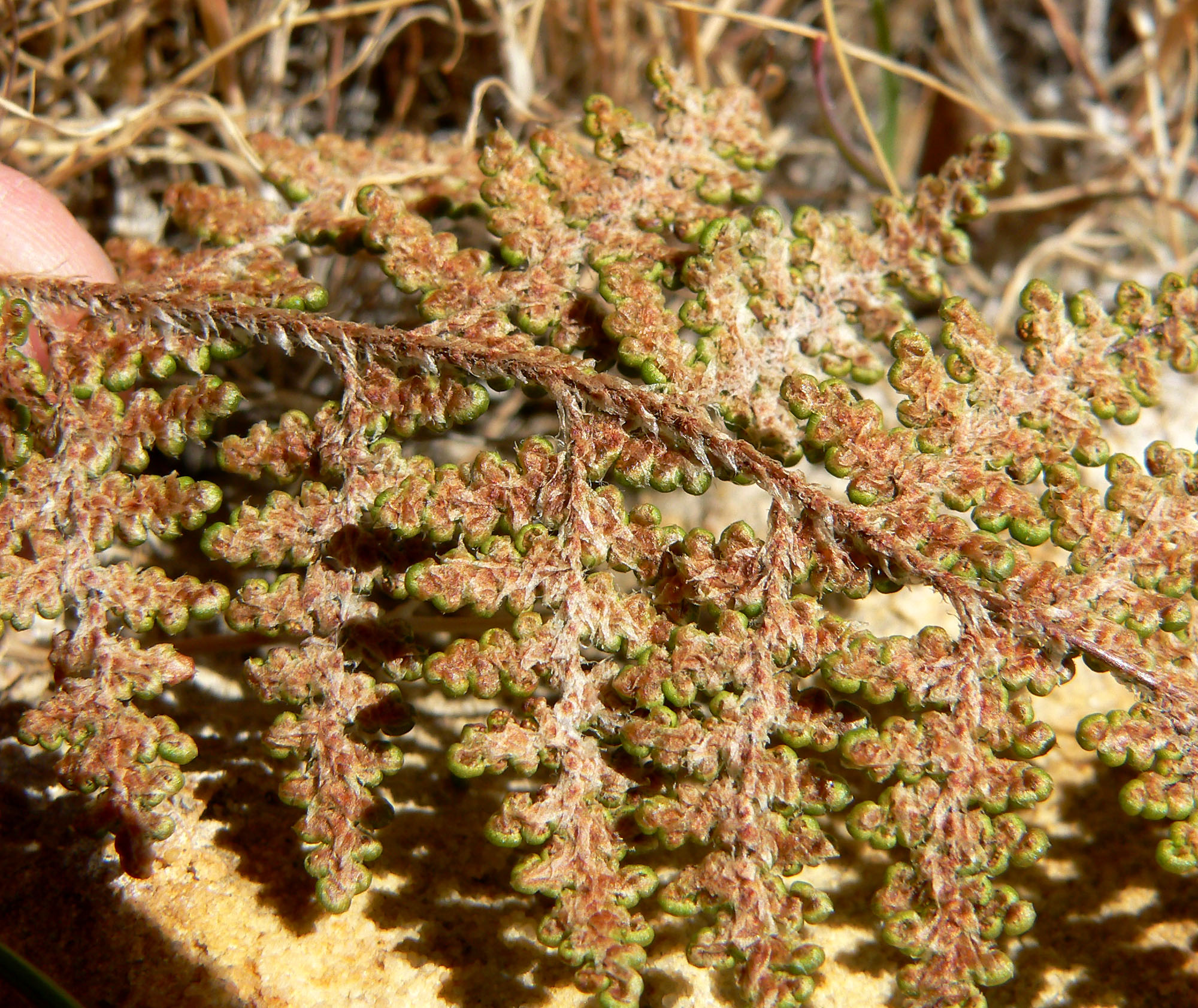
Cheilanthes covillei, onderzijde blad met detail sporenhoopjes

Cheilanthes-soorten zijn kleine litofytische varens met korte, rechtopstaande tot lange en horizontale, kruipende, meestal vertakte, met lijnvormige tot lancetvormige, bruine, zwarte of tweekleurige schubben bezette rizomen. De bladen zijn eenvormig, in bundels of alleenstaand, van enkele cm tot 60 cm lang. De bladsteel is geel, bruin of zwart, rolrond, afgeplat of met een enkele groef, behaard, beschubd of kaal, met een enkele vaatbundel. De bladschijf is lijn- of lancetvormig, ovaal of handvormig, één- tot viermaal geveerd, dikwijls lederachtig, meestal behaard. De bladslipjes zijn zittend of gesteeld, rond tot spatelvormig, meestal smaller dan 4 mm, de randen naar beneden omgekruld.
De sporenhoopjes staan langs de rand van de blaadjes aan het einde van de nerven, beschermd door de omgekrulde bladranden, zogenaamde valse dekvliesjes. Er zijn geen echte dekvliesjes.

## Taxonomie
Cheilanthes is met voorsprong het grootste geslacht van xerofyte varens, moeilijk te onderscheiden van de geslachten Notholaena en Pellaea. Het geslacht is dan ook continu in herziening. Zo zijn op basis van biosystematische studies de geslachten Aspidotis, Argyrochosma, Astrolepis en Gaga afgesplitst, en anderzijds een aantal soorten van Notholaena in Cheilanthes opgenomen. Desondanks is Cheilanthes volgens Smith et al. (2006) nog steeds polyfyletisch van samenstelling, en zullen in de toekomst dus nog wijzigingen aan de samenstelling mogelijk zijn.
Het geslacht telt in de huidige indeling ongeveer 200 soorten. De typesoort is Cheilanthes micropteris

### Beperkte soortenlijst
- Cheilanthes acrostica (Balb.) Tod.
- Cheilanthes guanchica Bolle
- Cheilanthes hispanica Mett.
- Cheilanthes maderensis Lowe
- Cheilanthes micropteris Sw. (1806)
- Cheilanthes pulchella Bory ex Willd.
- Cheilanthes tinaei Tod.

... · C. acrostica · C. guanchica · C. hispanica · C. maderensis · C. micropteris · C. pulchella · C. tinaei · ...